# Standard Comics

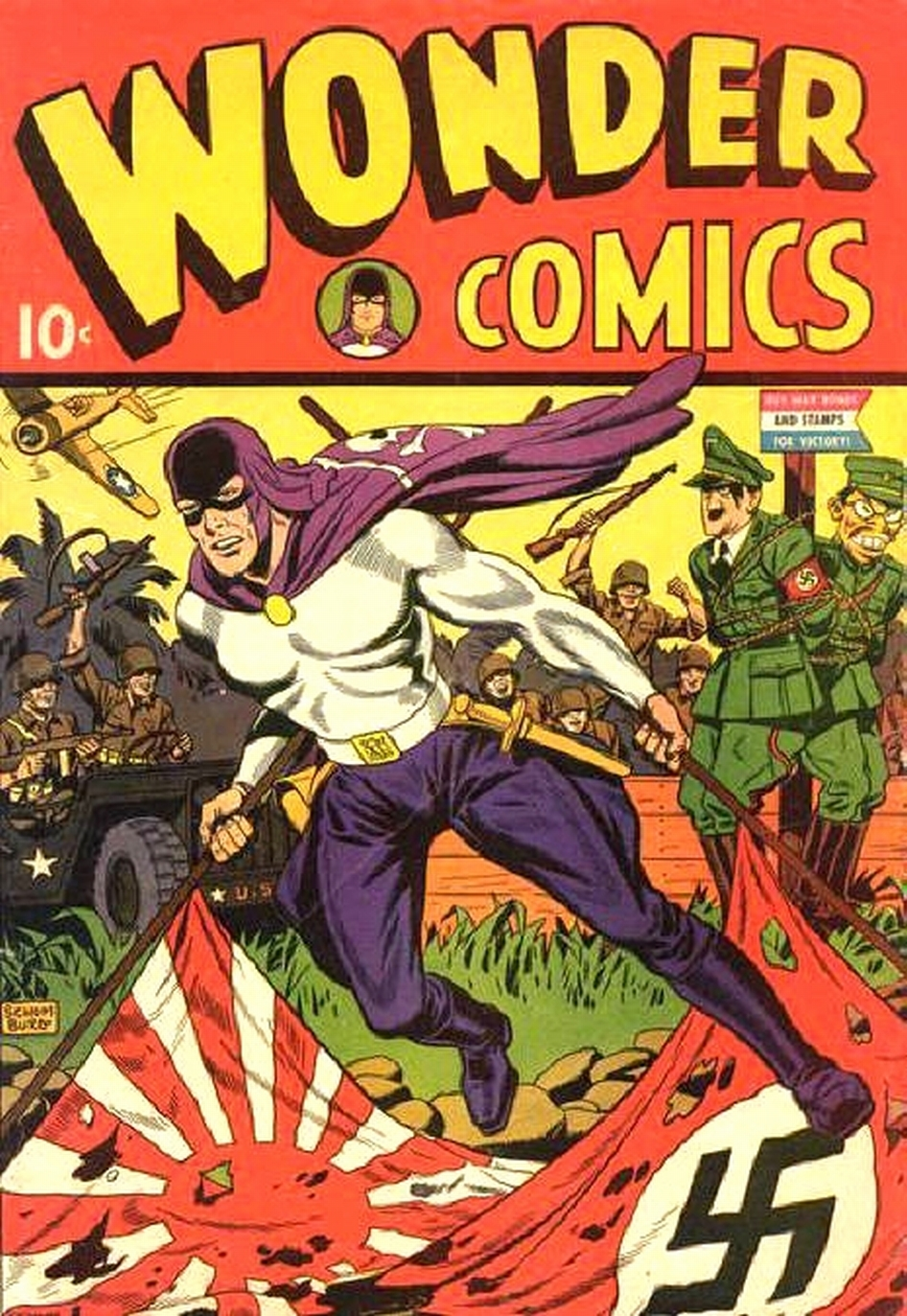
Couverture de Wonder Comics #1

Standard Comics est une maison d'édition américaine fondée dans les années 1920 sous le nom Better Publications par Ned Pines et disparue en 1959. Originellement consacrée aux pulps, elle s'est tournée vers les comic books à partir de 1939. Elle publiait certains de ses titres sous les marques Nedor Publishing, Visual Editions et Pines Comics, entre autres.
En 1946, Graham Ingels est nommé éditeur et directeur artistique de Standard. Il y dessine aussi de nombreuses séries (Thrilling Comics, Startling Comics, et en scénarise d'autres (Tygra et Lance Lewis, Space Detective).. Sa tâche principale est un temps de corriger les planches de Ken Battefield que Ned Pines, le propriétaire de Standard, lui avait acheté durant la guerre alors que de nombreux dessinateurs étaient au combat et que, de ce fait, étaient engagés des dessinateurs dont le travail était de moindre qualité. Il partage cette tâche jugée particulièrement ennuyeuse avec Rafael Astarita}. En tant que responsable éditorial, il remarque le travail de Frank Frazetta et est le premier à l'engager régulièrement,.